# Insula

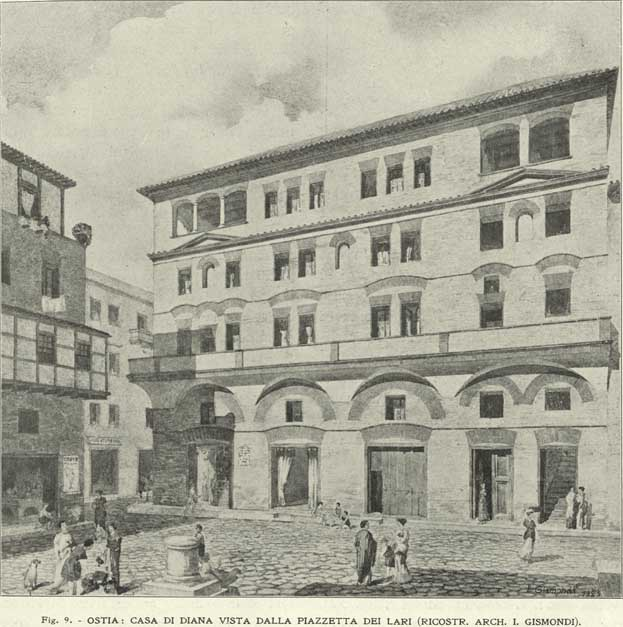
Rekonstruktion einer Insula in Ostia

Insula, lateinisch für Insel oder Mietshaus, ist eine moderne archäologische Bezeichnung für Häuserblocks in meist rechtwinklig angelegten Städten im Altertum, insbesondere in römischen Städten. Im engeren Sinne werden damit antike römische, mehrgeschossige Mietshäuser bezeichnet, die von einer oder mehreren Parteien bewohnt waren. Sascha Priester wies bei seiner Forschungsarbeit zu stadtrömischen Insulae nach, dass sich der lateinische Ausdruck insula bei einigen Inschriften in Kombination mit einem Personennamen findet, der im Genitiv verwendet oder in adjektivischer Form verwendet wird. Dies ist offenbar ein Hinweis auf den ursprünglichen Eigentümer, z B. bei der insula Bolani, der insula Eucarpiana oder der berühmten, in den spätantiken Regionenverzeichnissen aufgeführten insula Felicula. Der Ausdruck insula stand im Lauf der Jahrhunderte von der Republik bis in die Spätantike nicht immer für die konkrete Architektur eines Wohngebäudes, sondern war auch die Bezeichnung für Grund und Boden an sich oder für Einkünfte aus vermietetem Besitz. Auffällig ist, dass es in der Antike keinen verbindlichen lateinischen Terminus für den Bautyp eines mehrgeschossigen Gebäudeblocks mit Wohneinheiten gab.

## Geschichte des Bautyps

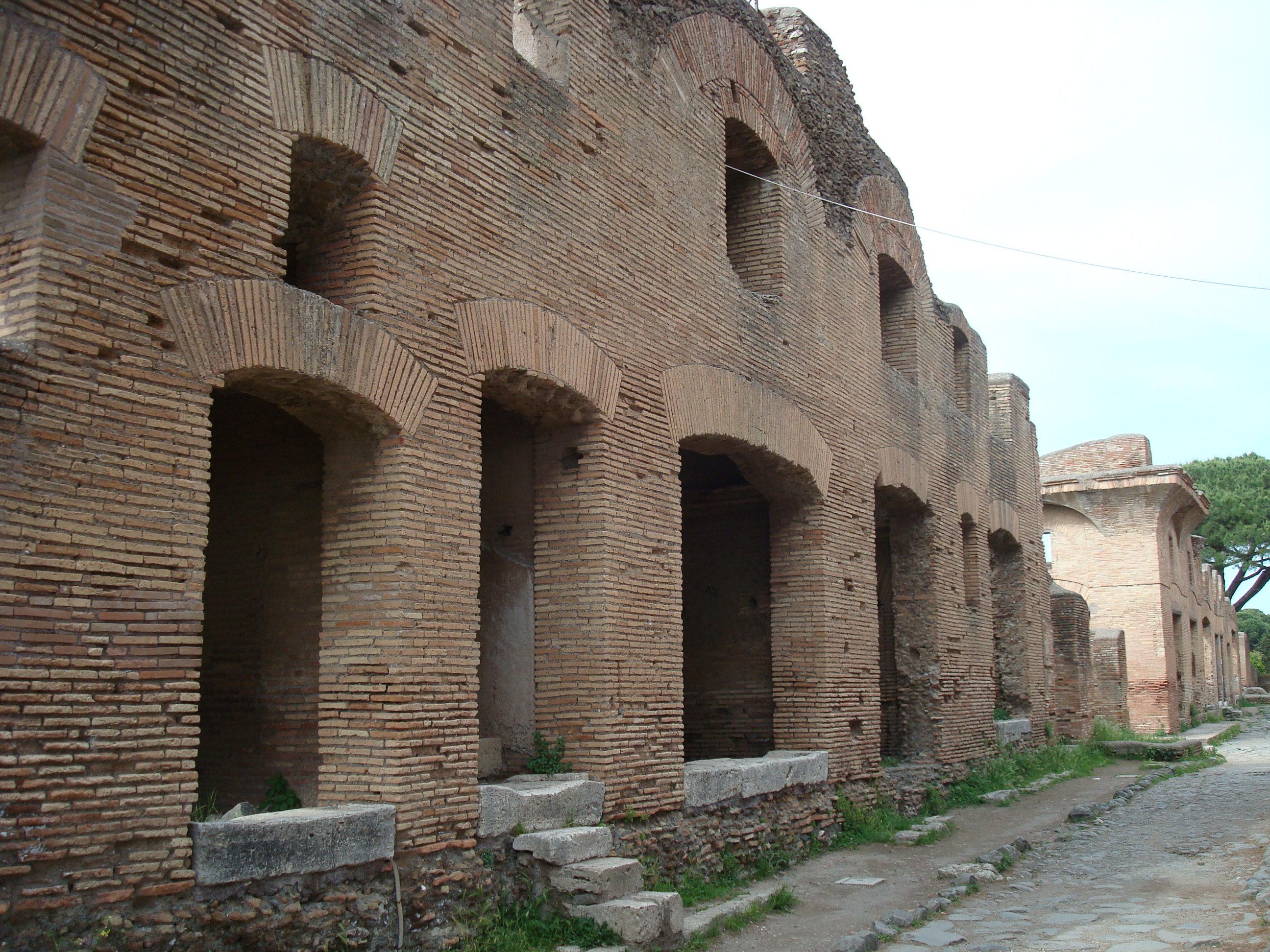
Insula in Ostia Antica

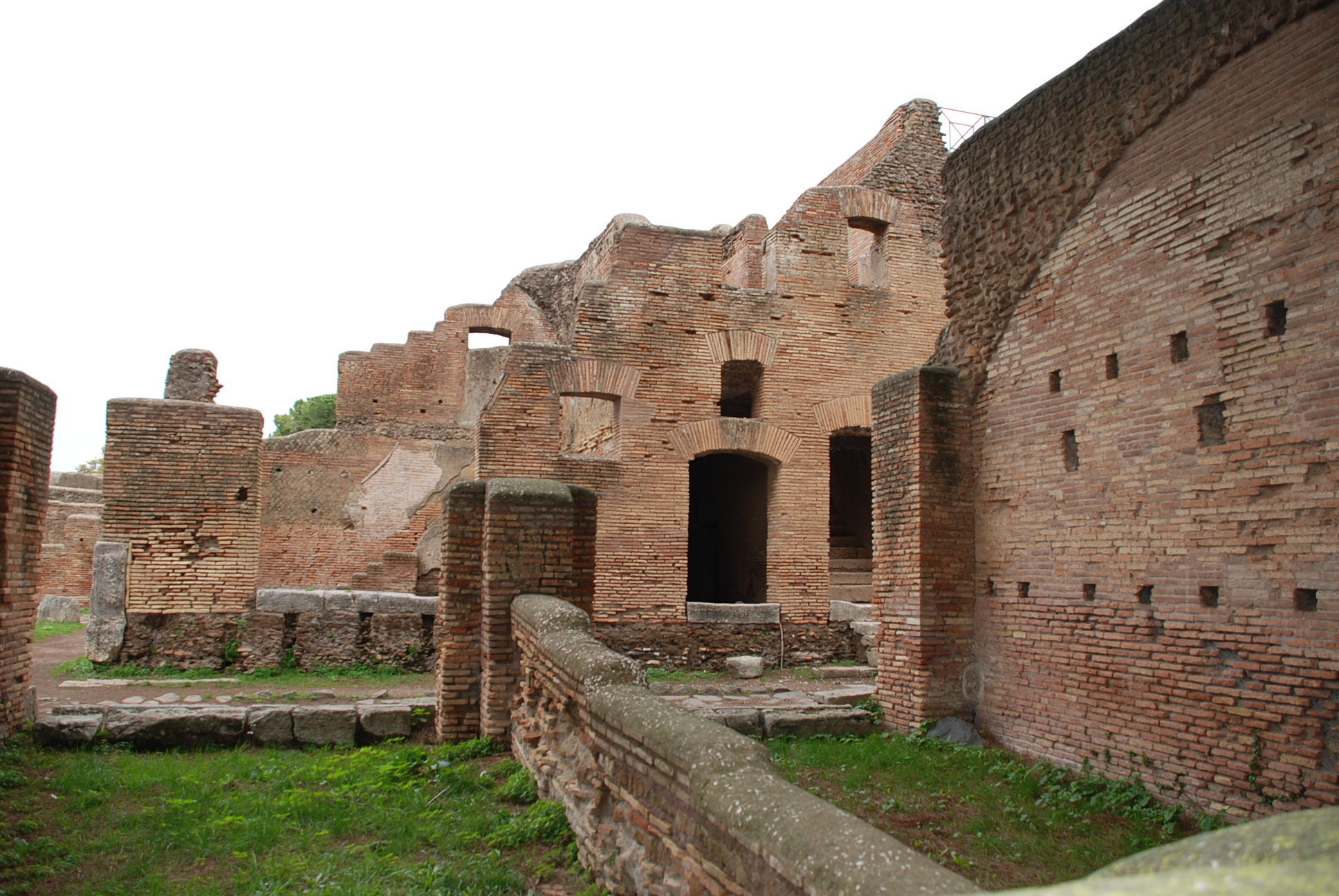
Insulae in Ostia Antica

Die sogenannten Insulae – Mietshäuser mit bis zu fünf oder sechs Geschossen – waren vor allem in größeren oder schnell wachsenden Städten zu finden, da der Platz innerhalb der Stadtmauern begrenzt war. Auch Städte, die keine Stadtmauern hatten (wie z. B. Rom während des Prinzipats), mussten eher in die Höhe als in die Fläche wachsen, da keine schnellen Transportmittel zur Verfügung standen.
Die vorhandenen literarischen Quellen für Stadtrom zeigen, dass es dort bereits in der späten Republik vielgeschossige Gebäude mit Wohneinheiten gab; die Hochhäuser waren somit kein rein kaiserzeitliches Phänomen. Die in Rom nur noch ausschnitthaft vorhandenen archäologischen Befunde setzen vor allem in flavischer Zeit ein und belegen meist den baulichen Zustand des 2./3. Jahrhunderts. Diese Kluft zwischen den literarischen Quellen und den archäologischen Befunden erschwert es, eine Vorstellung von den Entwicklungen und den bautypologischen Veränderungen dieser Bauten zu gewinnen. Dabei spiegeln die in Rom noch erhaltenen Gebäude (z. B. die Aracoeli-Insula, die sog. Insulae an der Via del Corso oder die so genannte Südost-Insula im Bereich der heutigen Stazione Termini) einen gehobenen Wohnanspruch wider, der offenbar auch der architektonischen Monumentalisierung bestimmter Zonen diente. Auch das Haus der Musen im antiken Ostia, mit erhaltenen Wandmalereien, bot gehobenen Wohnkomfort. Diese Bauten stehen für eine im Detail zwar heterogene, aber insgesamt auch sehr flexible Wohnbauform, deren Architektur oft über einen langen Zeitraum dem Bedarf von wechselnden Eigentümern und Bewohnern sowie den wechselnden Nutzungen als Geschäftsraum und als Wohnraum sehr gut gerecht wurde. Nur literarisch belegt sind dagegen die schlechter gebauten Hochhäuser, in denen die Mieter erheblichen Komforteinbußen und oft lebensgefährlichen Sicherheitsrisiken ausgesetzt waren.

## Bauform

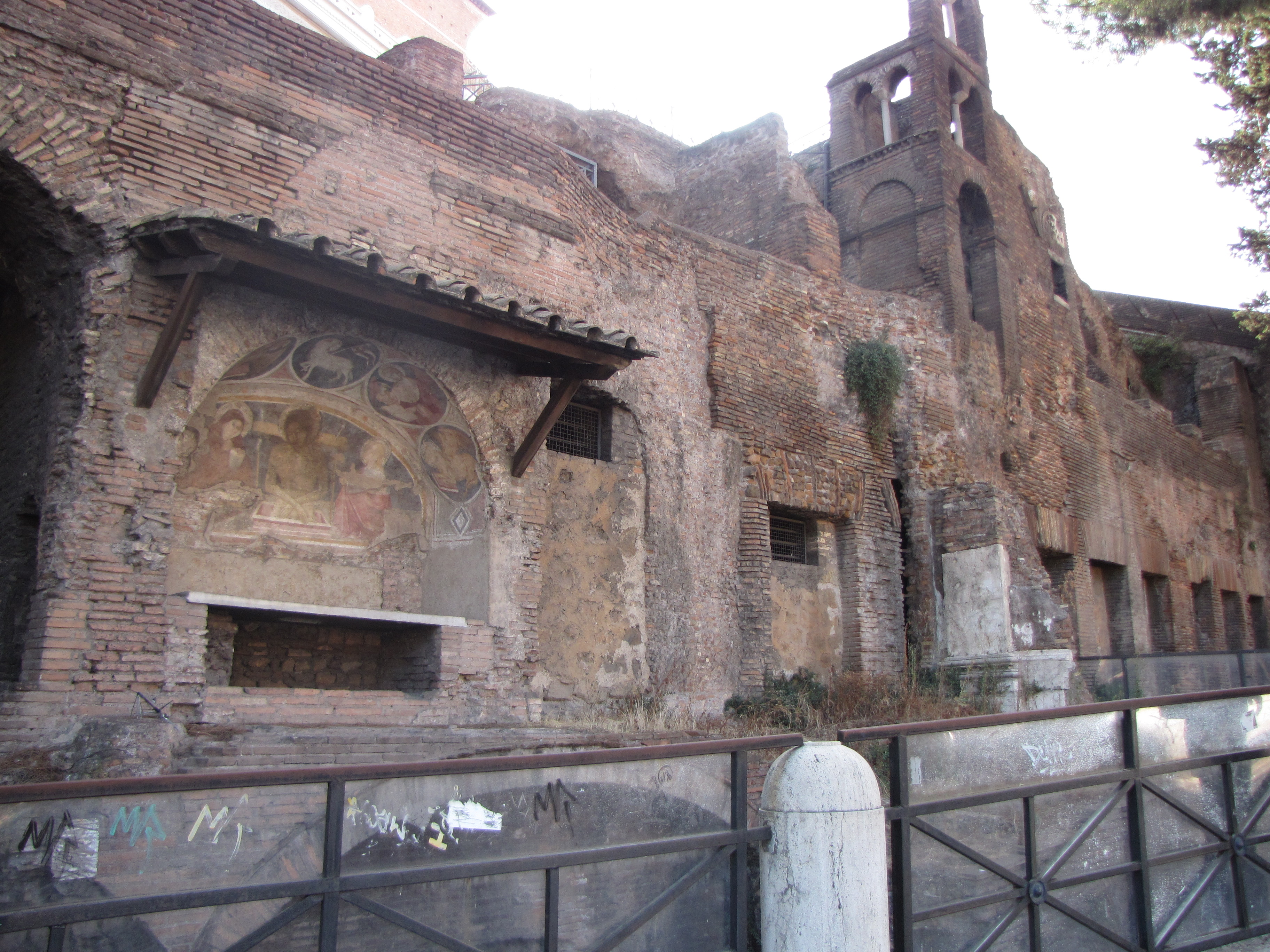
Aracoeli-Insula, Rom

Im Erdgeschoss befanden sich häufig Geschäfte (tabernae), in den Stockwerken darüber die Wohnungen (cenacula) der Mieter. Die geräumigeren und besser ausgestatteten Wohnungen befanden sich in der ersten bzw. zweiten Etage (siehe z. B. in der hochwertig und stabil gebauten Aracoeli-Insula am Hang des Kapitolshügels in Rom oder in der Casa dei Dipinti und der Domus di Giove e Ganimede in Ostia). Hier gab es Komfort, mehrere Zimmer, Balkone, fließendes Wasser und Toiletten. In den oberen Stockwerken wurden die Wohnungen immer kleiner, schlechter und auch günstiger, insbesondere weil dort bei Bränden das Risiko höher war.
Die Insulae wurden meist aus luftgetrockneten Ziegeln erbaut, die sich bei Hochwasser vollsogen und zusammenbrachen. Dies war bei gebrannten Ziegeln nicht möglich, doch diese waren aufwendiger herzustellen und somit teurer. Selbst die Qualität der luftgetrockneten Ziegel muss sehr gering gewesen sein, denn normalerweise dürften auch sie nach einer Überschwemmung nicht zerfallen. Bei den teureren Häusern wurden die gebrannten Ziegel oft als Mauerschalen genutzt, zwischen die Opus caementicium, eine Art antiker Beton aus Sand, Kalkwasser und grobem oder feinem Kies, gegossen wurde. Für Fundamentierung, Boden- und Deckenkonstruktionen, Dachkonstruktion, Treppenhäuser, Balkone, Fensterläden und Türen wurde Holz verwendet.
Die Insulae verfügten, wenn überhaupt, nur über eine unzureichende Frischwasserversorgung, und auch diese nur in der ersten Etage. Die Mieter der oberen Geschosse benutzten öffentliche Toiletten und Badehäuser. Dies begünstigte vor allem nach dem 1. Jahrhundert n. Chr. die Verbreitung schwerer Krankheiten in den Städten.

## Bauverordnungen
Antike Autoren erwähnten staatliche Maßnahmen gegen die häufigen Brände und Hauseinstürze in der Stadt: Für die Insulae führte Augustus eine Höhenbegrenzung von 21 m ein. Diese Verordnung wurde offensichtlich nicht befolgt, denn nach dem Feuer im Jahre 64 n. Chr. zur Regierungszeit des Kaisers Nero wurden Gesetze verabschiedet, in denen die Höhe auf 21 m begrenzt und ein Abstand von 3 m zwischen den Gebäuden angeordnet wurde. Das Gesetz regelte auch, dass die Fassaden nebeneinander liegender Gebäude Flachdachanbauten bekamen, um die Arbeit der Feuerwehrleute zu erleichtern. Der weniger haltbare und instabile Schlammziegel wurde beim Bau dieser hohen Mietshäuser durch verkleidetes Gussmauerwerk ersetzt. Doch die Verstöße gegen die Bauverordnung ließen nicht nach und zwangen Trajan schließlich dazu, die Höhe der Insulae auf 18 m zu begrenzen. Die Enge der Gassen erschwerte bei Bränden die Fluchtmöglichkeiten.

## Folgen der Verdichtung
Zur Kaiserzeit lebten in der Stadt Rom über eine Million Menschen auf engem Raum. Wohnraum war knapp und teuer. So lag der Gedanke nahe, in die Höhe zu bauen. In den Wohnblöcken konnten in 6 bis 7 Geschossen viele Menschen auf wenig Platz wohnen. Platzsparen war sehr wichtig, deshalb durften die Grundmauern nicht dicker als einen halben Meter sein, was relativ wenig für so hohe Gebäude war. Trotz der winzigen Wohnungen in den Insulae war mehr Wohnraum nötig, was dazu führte, dass auf den Dächern noch weitere Holzverschläge gebaut wurden. Durch diese Bauweise und die engen Straßen kam es oft zu Bränden, die ganze Stadtviertel zerstörten. Die Mietwohnungen befanden sich oft in schlechtem Zustand, da die Vermieter sich weigerten, die Schäden beheben zu lassen. Infolge mangelhafter Bauweise bildeten sich Risse in den Mauern, wodurch es in den Wohnungen immer zugig war und bei Regenfällen Wasser eindrang. Dies konnte auch zu Kalkablösung und Schimmelbildung führen.
Strabon berichtete über Hauszusammenbrüche, die nicht von mangelhafter Qualität des Hauses herrührten, sondern von dem Verkaufsinteresse des Vermieters, der wesentlich mehr Geld verdienen konnte, wenn er luxuriöse Atriumhäuser auf seinem Grundstück baute.